# Honnelles
Honnelles (in piccardo Onele) è un comune belga di 5 009 abitanti, situato nella provincia vallona dell'Hainaut.